# L'École du bonheur
Pour plus de détails, voir Fiche technique et Distribution.
L'École du bonheur (titre original : How Could You, Jean?) est un film muet américain réalisé par William D. Taylor, sorti en 1918.

## Synopsis
Quand Jean Mackaye, une jolie jeune femme pleine de ressources, découvre qu'elle a perdu sa fortune, elle s'habille en uniforme de l'Armée du Salut et trouve un travail chez les Bonner comme cuisinière suédoise. M. et Mme Bonner, un couple de personnes âgées, sont trop occupés par l'étude des insectes pour se rendre compte qu'Oscar, leur employé suédois, est en train de tomber amoureux de Jean. Cependant, Ted Burton, le fils d'un vieux millionnaire grincheux, devient si amoureux d'elle qu'il convainc Oscar de démissionner et qu'il postule pour le remplacer.
Burton Senior, désireux de découvrir la raison du comportement bizarre de son fils, prend pension chez les Bonner. À la suite d'une série d'aventures au cours desquelles Jean sauve la vie du vieil homme, Burton bénit l'union de son fils et de la « cuisinière suédoise ».

## Fiche technique
- Titre original : How Could You, Jean?
- Titre français : L'École du bonheur
- Réalisation : William D. Taylor
- Scénario : Frances Marion, d'après le roman éponyme de Eleanor Hoyt Brainerd
- Photographie : Charles Rosher
- Société de production : Mary Pickford Film Corporation
- Société de distribution : Famous Players-Lasky Corporation
- Pays d’origine :  États-Unis
- Langue : anglais
- Format : Noir et blanc - 35 mm - 1,37:1 - Muet
- Genre : Comédie
- Durée : 5 bobines
- Dates de sortie :  États-Unis : 23 juin 1918

## Distribution
- Mary Pickford : Jean MacKaye
- Casson Ferguson : Ted Burton Jr

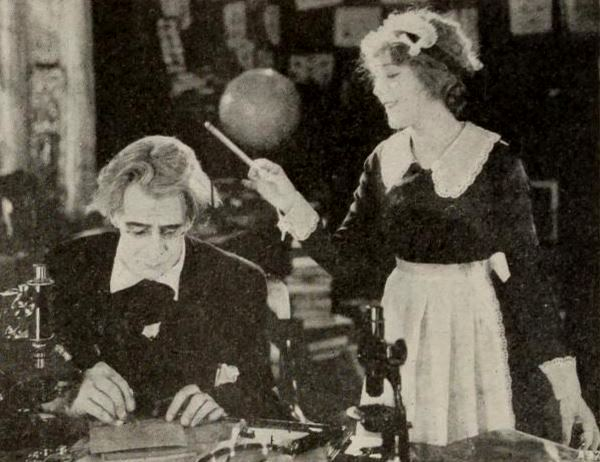
Scène du film avec Spottiswoode Aitken et Mary Pickford.

- Spottiswoode Aitken : Rufus Bonner
- Herbert Standing : Theodore Burton Sr
- Fanny Midgley : Mme Bonner
- Lawrence Peyton : Oscar
- ZaSu Pitts : la fiancée d'Oscar
- Lucille Ward : Mme Kate Morley